# Quádrupla Aliança (1834)

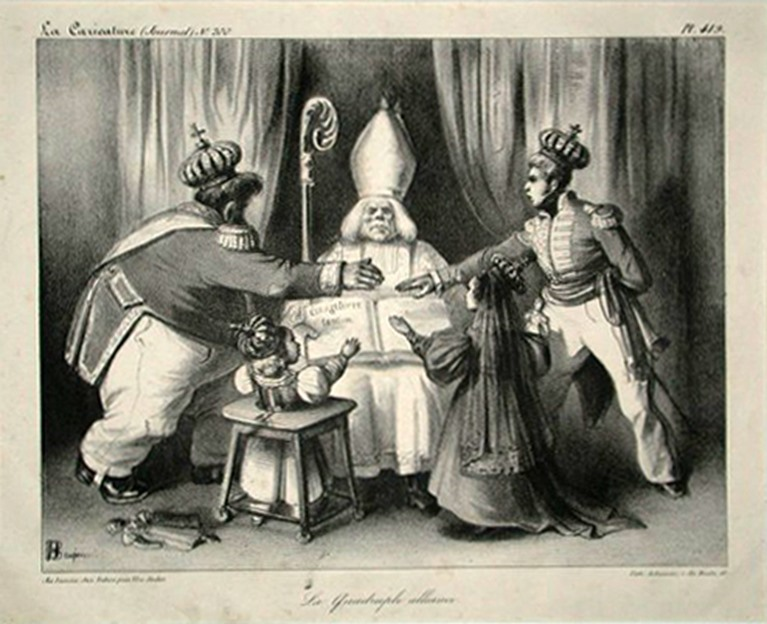
Quádrupla Aliança, 1834 (litografia satírica de Benjamin Roubaud para o jornal La Caricature, publicada a 4 de setembro de 1834). Charles-Maurice de Talleyrand, vestido de papa, faz jurar o Evangelho aos representantes das quatro nações. As duas crianças são as rainhas D. Maria II de Portugal e Isabel II de Espanha.

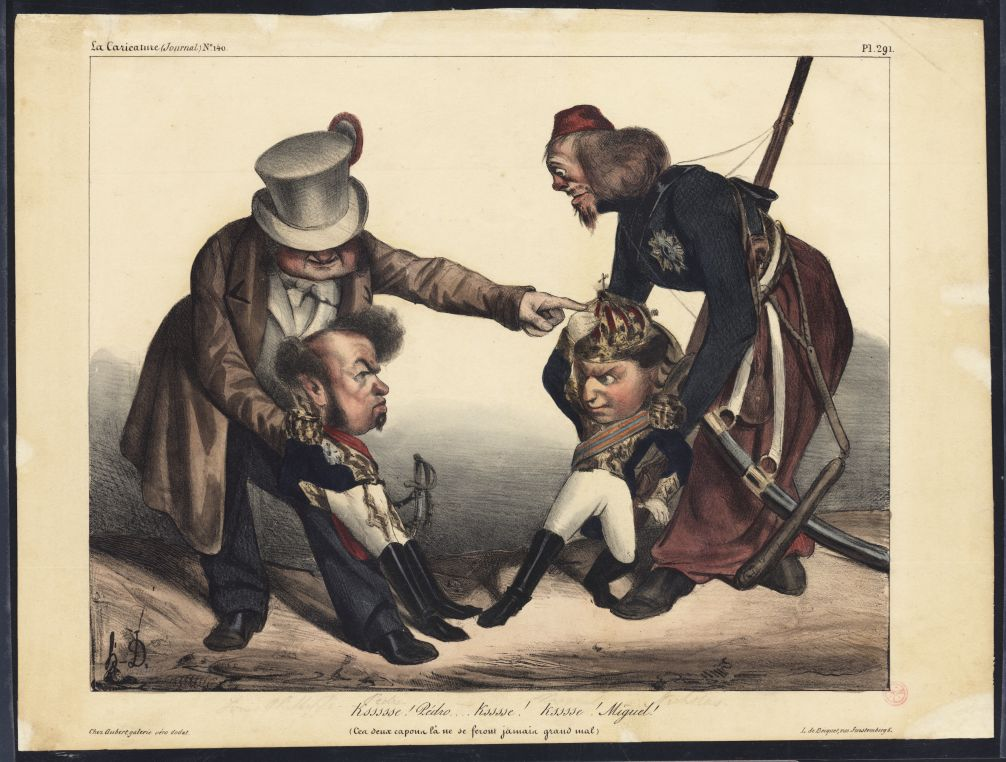
Caricatura de D. Pedro IV e D. Miguel I de Portugal disputando a coroa. A evolução da guerra civil portuguesa foi uma das principais razões para a assinatura do tratado quadripartido.

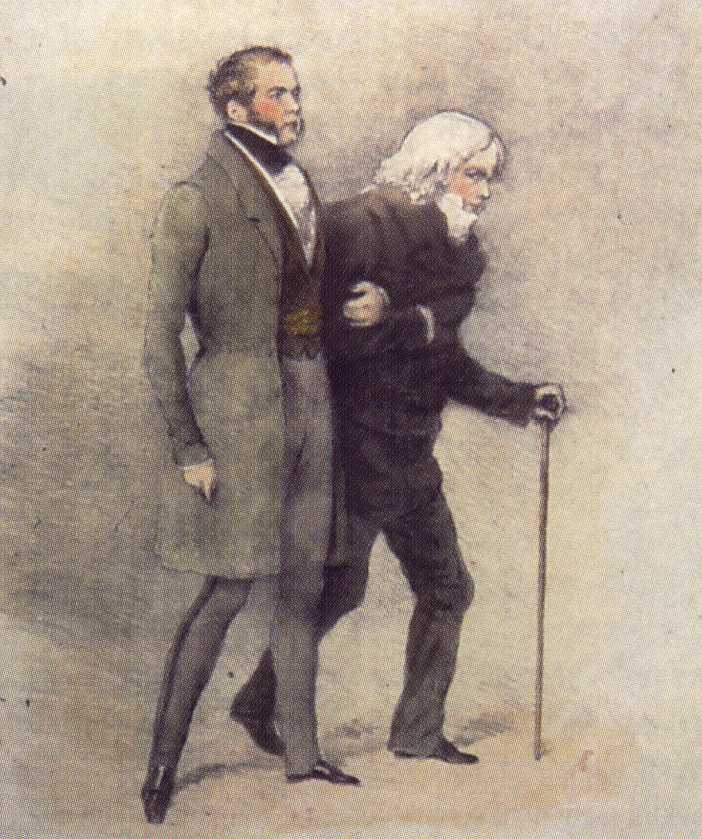
The lame leading the blind («O coxo a guiar o cego», 1832), caricatura inglesa, da autoria de John Doyle, representando o velho estadista Talleyrand e guiar Lord Palmerston.

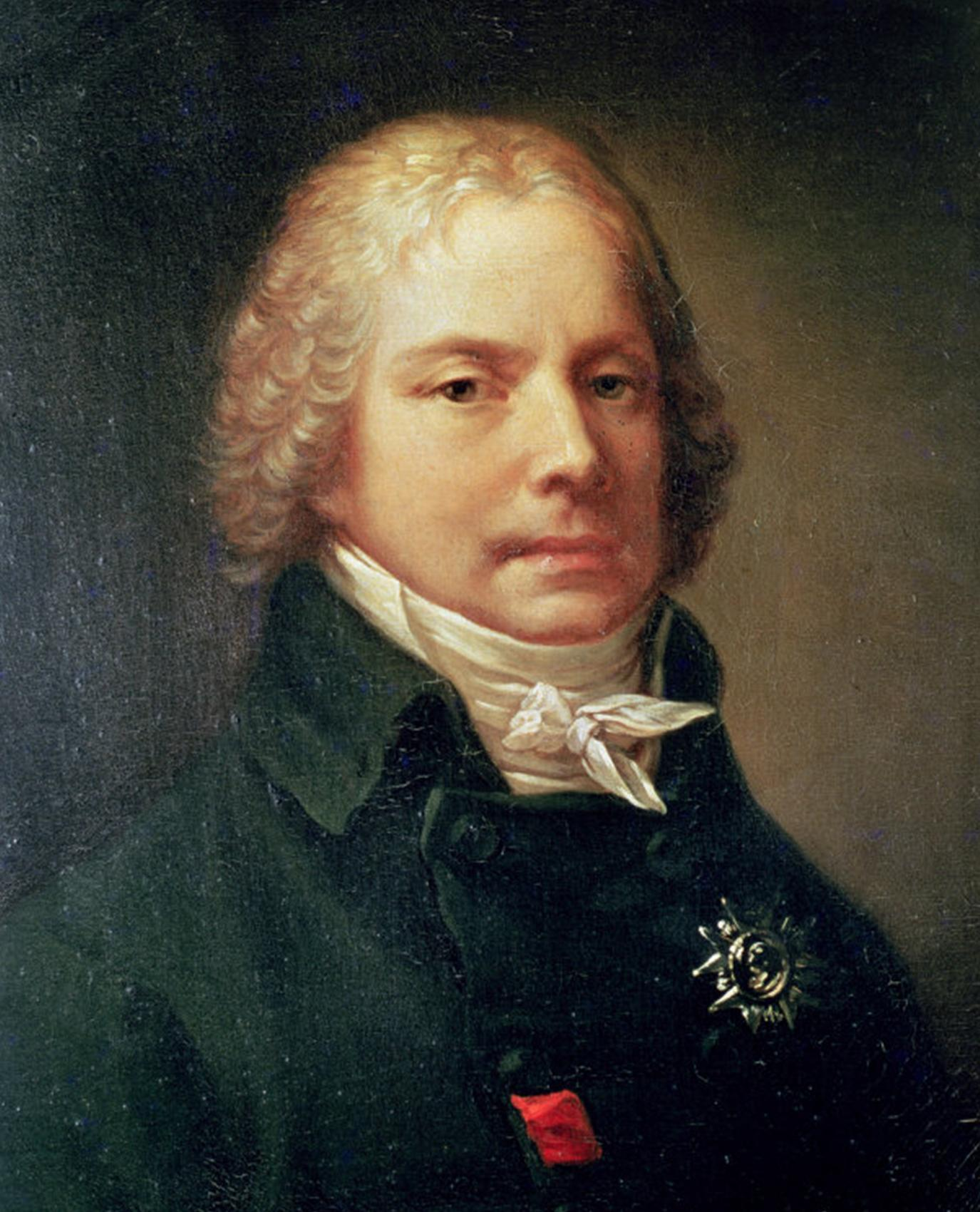
Talleyrand, o embaixador francês em Londres, conseguiu que a França fosse incluída no tratado, apesar da relutância britânica.

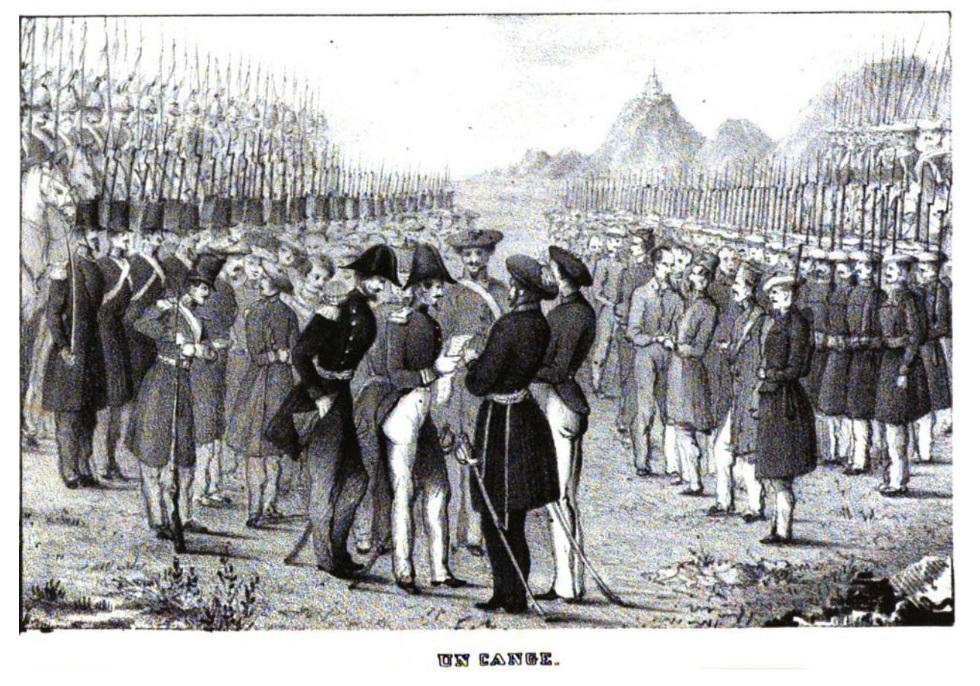
Troca de prisioneiros permitida pelo Tratado de Lecera durante a Primeira Guerra Carlista. A diplomacia britânica, que procurava reduzir a crueldade da guerra, desempenhou um papel fundamental na assinatura deste tratado.

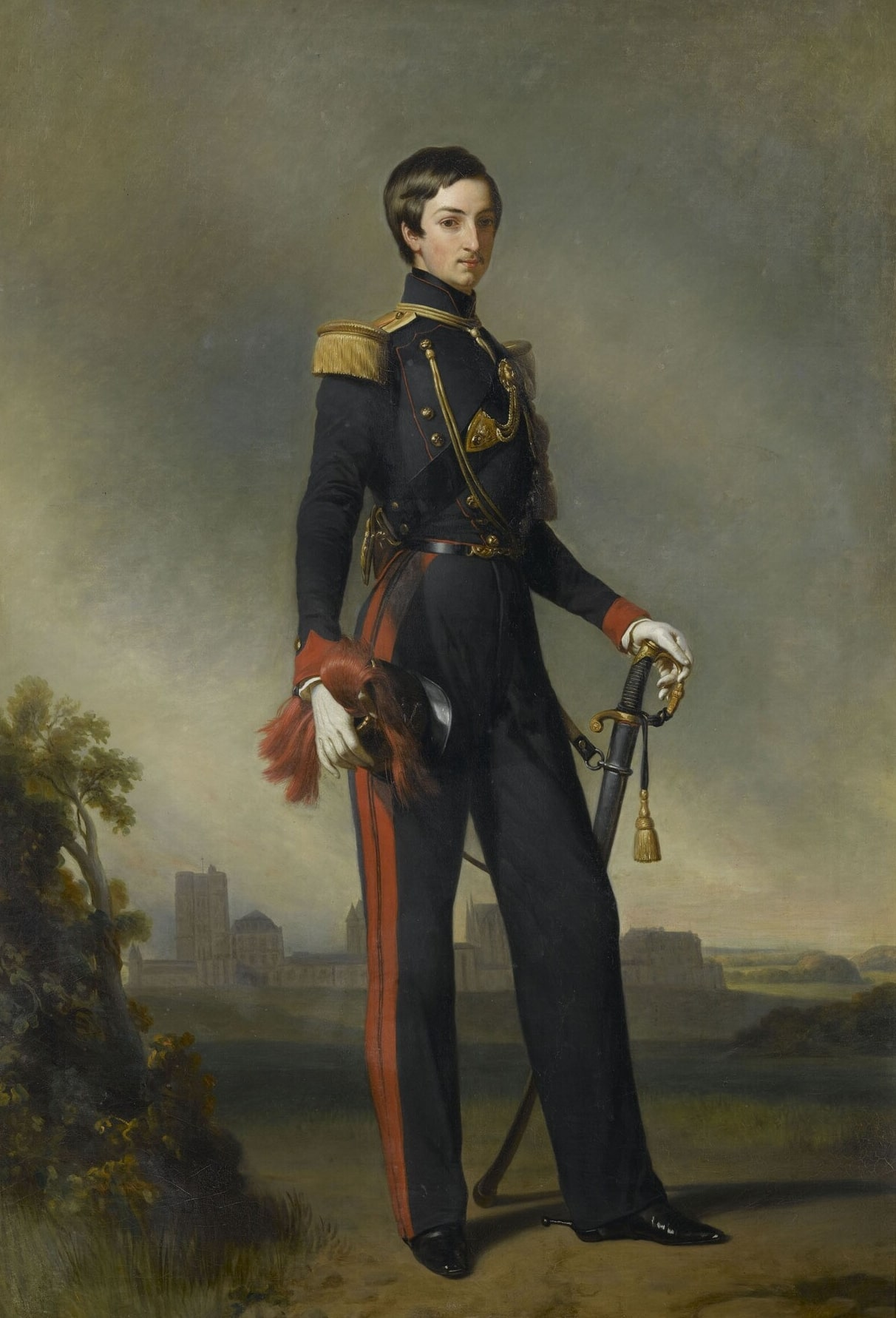
Antoine Marie Philippe Louis d'Orléans, o duque de Montpensier, foi um dos candidatos considerados para casar com Isabel II. Apesar de ter sido vetado pelo Reino Unido, conseguiu casar com a infanta Luísa Fernanda, irmã da rainha, quebrando o equilíbrio entre franceses e ingleses e pondo fim à Entente entre os dois países e, por extensão, à Quádrupla Aliança.

Quádrupla Aliança é a designação dada ao tratado assinado em Londres a 22 de abril de 1834 entre os governos de Guilherme IV do Reino Unido, Luís Filipe de França, D. Pedro IV de Portugal (regente em nome de sua filha D. Maria II) e a regente de Espanha D. Maria Cristina de Borbón, visando impor regimes liberais nas monarquias ibéricas. Tal implicava a garantia da expulsão dos infantes D. Miguel de Bragança de Portugal e D. Carlos de Borbón de Espanha, mesmo que tal obrigasse à entrada de tropas estrangeiras nos respetivos territórios.

## Descrição
A Quádrupla Aliança foi um tratado internacional assinado entre o Reino Unido da Grã-Bretanha e Irlanda, a França, o Reino de Espanha e o Reino de Portugal em 22 de abril de 1834, pelo qual os quatro Estados se comprometeram a expulsar de Portugal o infante português D. Miguel e o infante espanhol D. Carlos de Borbón. Com a eclosão da Primeira Guerra Carlista, foram assinados artigos adicionais em agosto desse ano, nos quais as outras partes signatárias se comprometiam a ajudar o governo legitimista em Espanha. O tratado foi entendido pelo Império Austríaco, pelo Império Russo e pelo Reino da Prússia, potências absolutistas, como uma ação diplomática conjunta em política internacional para defender os modelos do liberalismo representados pelos governos signatários da Quádrupla Aliança.
No rescaldo das Guerras Napoleónicas, perante a crescente instabilidade nas duas monarquias ibéricas, nas quais em Portugal desde 1828 se vivia um estado de guerra civil, com os liberais apoiantes da jovem princesa D. Maria da Glória a digladiarem-se pelo trono contra os absolutistas de D. Miguel, e em Espanha, onde a regente Maria Cristina das Duas Sicílias tentava sustentar no trono a jovem rainha Isabel II de Espanha contra as pretensões de seu tio Carlos de Borbón, as duas grandes potências ocidentais, o Reino Unido e a França, resolveram entender-se de forma a assegurar estabilidade na Península Ibérica, favorecendo a estabilização de regimes de pendor liberal.
Em termos práticos, uma vez que a França e o Reino Unido eram as principais potências europeias, tratava-se de ambos assegurarem o controlo parcial de Espanha e Portugal como países médios com políticas instáveis, como o governo de Isabel II em Espanha ou o de D. Pedro IV em Portugal, de uma forma muito semelhante a um protetorado. Este facto pôs termo à adesão de Espanha à Santa Aliança, que se tinha tornado obsoleta face à evolução política do país, e constituiu um marco importante no entendimento entre dois países tradicionalmente beligerantes, a França e o Reino Unido.
A Quádrupla Aliança garantiu o apoio da França e do Reino Unido às pretensões dinásticas da filha de Fernando VII de Espanha, Isabel II, contra o pretendente à Coroa, Carlos María Isidro de Borbón, facto que foi significativo para a derrota do partidários deste último na Primeira Guerra Carlista e para a consolidação do regime liberal em Espanha, e consolidou a vitória liberal em Portugal, e o consequente instalação no trono da jovem rainha D. Maria II, quando as forças lideradas por D. Pedro IV já estavam na posse de Lisboa desde 24 de julho do ano anterior (1833), mas D. Miguel e os seus apoiantes ainda controlavam parte substancial do território português.
Após discretas negociações conduzidas por Charles-Maurice de Talleyrand, o poderoso embaixador da França em Londres, e o visconde Palmerston, ministro dos negócios estrangeiros britânico, a 22 de abril de 1834, foi formalizada em Londres uma aliança entre o Reino Unido, a França e os representantes dos candidatos mais liberais aos tronos de Espanha e Portugal contra os candidatos conservadores a esses tronos.
A aliança apoiou com sucesso Maria Cristina das Duas Sicílias, que exercia o cargo de regente em nome de sua filha Isabel II em Espanha e se tinha aliado aos liberais contra o pretendente D. Carlos de Borbón na Primeira Guerra Carlista (1833-1839), permitindo a estabilização do regime liberal em Espanha. Em Portugal, a aliança apoiou com sucesso as pretensões de D. Pedro, duque de Bragança, regente em nome de sua filha D. Maria da Glória, que já se encontrava na posse de Lisboa, intervindo decisivamente na fase final da Guerra Civil Portuguesa (1828-1834), forçando a Concessão de Évora Monte e a expulsão definitiva de Portugal do reacionário D. Miguel.
Neste sentido ficou aprovado que a Espanha forneceria um corpo de tropas por ela mantido; a Inglaterra uma força naval; e a França, se necessário, o que se combinasse. Portugal enviaria, se fosse necessário, um Exército Auxiliar para Espanha com o intuito de ajudar as tropas liberais espanholas, o que veio a suceder em 1835–1837. 
A primeira ação militar assente na Quádrupla Aliança ocorreu em Portugal, no quadro da Guerra Civil Portuguesa (1828–1834) que então opunha os liberais, encabeçados por D. Pedro de Bragança e os absolutistas encabeçados por D. Miguel de Bragança. Naquela intervenção, o almirante Charles Napier desembarcou tropas na Figueira da Foz, avançando por Leiria, Ourém e Torres Novas, e o general espanhol José Ramón Rodil y Campillo entrou em Portugal através da Beira e Alto Alentejo com uma expedição de 15 mil homens em apoio do partido de D. Pedro e de sua filha D. Maria da Glória. Na batalha de Asseiceira, as forças militares miguelistas foram derrotadas pela conjugação destas forças estrangeiras aliadas às forças liberais comandadas por António José de Sousa Manuel de Menezes Severim de Noronha, o 1.º duque da Terceira, sendo o rei D. Miguel forçado a abdicar em favor de D. Maria II através da Concessão de Évora Monte, datada de 26 de maio de 1834. 
Mais tarde, ainda no que respeita a Portugal, a Quádrupla Aliança foi invocada para legitimar uma nova intervenção estrangeira que, na primavera de 1847, pôs termo à guerra civil da Patuleia que havia rebentado na sequência da Revolução da Maria da Fonte e do golpe palaciano da Emboscada.
A cooperação entre a França e a Grã-Bretanha nos assuntos da Península Ibérica foi interrompida em 1846, quando Isabel II de Espanha e a sua irmã María Luisa Fernanda de Borbón casaram com príncipes franceses.

### Contexto e relevância
As revoluções de 1830 marcaram um ponto de viragem no sistema de concertação europeu iniciado no Congresso de Viena em 1815. Como afirma María Teresa Menchén Barrios, «as ambições políticas que a ela [à Quádrupla Aliança] conduzem são função dos antagonismos existentes entre a Europa liberal que emerge da revolução e a Europa absolutista». A Revolução Belga foi o primeiro exemplo da divisão em blocos, Reino Unido e a Monarquia de Julho de França, por um lado, Reino da Prússia, Império Austríaco e Império Russo, por outro.
A aproximação entre o Reino Unido e a França foi motivada por «múltiplos interesses, não apenas afinidades ideológicas», embora estas fossem evidentes. Em França, a revolução de 1830 deu o poder a Louis Philippe que inicialmente adotou posições liberais. No Reino Unido, os Whig assumiram o governo e impuseram uma grande reforma em 1832 (o Reform Act 1832), que permitiu alguma abertura política e um alargamento da base do governo parlamentar. Um ponto importante da abordagem Whig, e especialmente dos radicais que os apoiavam no Parlamento do Reino Unido, era a defesa dos ideais liberais na Europa. Esta defesa e união explicam a aproximação com a França, que tomou a forma de uma Entente Cordiale, uma frente comum contra as monarquias absolutistas. Em todo o caso, esta colaboração tinha duas limitações importantes: o tradicional princípio inglês de não intervenção e os interesses económicos diferentes e contraditórios de cada país.
Ao mesmo tempo, o Império Espanhol e o Reino de Portugal viviam uma situação interna muito difícil. Em Portugal, desde meados da década de 1820, mas com maior clareza desde 1828, estava a decorrer uma guerra de sucessão entre os irmão D. Pedro e D. Miguel de Bragança. Em Espanha, a situação também era semelhante, embora a Primeira Guerra Carlista só viesse a eclodir após a assinatura do Tratado. Em termos de política internacional, o tratado e a dependência que lhe estava associada foram «o resultado do isolamento internacional do regime isabelino». López-Cordón acrescenta ainda que este isolamento resulta da«desqualificação da Espanha como potência europeia, fruto da infeliz política externa de Fernando VII». Um sinal do isolamento da Espanha na política internacional é o facto de, inicialmente, apenas a França e a Inglaterra terem reconhecido Isabel II como herdeira legítima. O seu exemplo só foi seguido pelos países dependentes dessas potências.
O objetivo imediato do tratado era conseguir a expulsão dos infantes D. Miguel e D. Carlos de Portugal, mas entendeu-se que os compromissos assumidos iam para além disso. Sem a necessidade de o declarar explicitamente no tratado, o Reino Unido continuou a manter a sua influência em Portugal e evitou-se a ação unilateral espanhola. Além disso, a união dos países constitucionalistas (o que viria a ser designado por espírito da Quádrupla) inquietava as potências do Norte. Javier de Burgos definiu o tratado como «uma espécie de provocação dirigida às Potências do Norte» (Reino da Prússia, Império Austríaco e Império Russo).
A negociação dos artigos adicionais foi complicada, pois significava transformar o apoio moral em apoio efetivo no terreno. Os novos artigos diziam respeito ao Reino Unido, mas sobretudo à França, que assumiu compromissos específicos com pouca intenção de os cumprir rapidamente.
O significado mais evidente para a historiografia sobre a Quádrupla Aliança é que este tratado implicava uma tutela do Reino Unido e da França sobre Espanha e Portugal, o que já se reflectia no próprio texto do tratado. Esta tutela deveu-se à desigualdade de peso dos signatários relativamente à sua situação e circunstâncias. Autores como Juan Bautista Vilar chegaram a considerar que «na prática é um tratado de protetorado anglo-francês sobre os dois Estados da Península Ibérica».

### As partes contratantes
A iniciativa do tratado partiu do Reino Unido. Portugal, apesar de considerar essencial o apoio militar, aderiu ao tratado com pouco entusiasmo, considerando-o necessário e inevitável. Juan Bautista Vilar considera mesmo que Portugal aderiu ao tratado «de uma forma um pouco forçada», mas pelo contrário, a Espanha aderiu com entusiasmo, pois foi vista como um êxito diplomático, como um sinal do «coroamento do processo de aproximação com o Reino Unido».
Por outro lado, a adesão da França foi inicialmente vista com relutância por Lord Palmerston, o representante britânico que assinou o tratado, e só foi conseguida sob pressão de Charles Maurice de Talleyrand, o embaixador francês em Londres. A inclusão final atribui um papel secundário à França, dependente das outras partes, pois aparentemente tratou-se antes de um efeito moral para dissipar os rumores espalhados pelas potências absolutistas sobre as divergências franco-britânicas. Para a França, era uma forma de conseguir um «compromisso institucional de apoio à Entente». Assim, em vez de se interessar pelos problemas dos portugueses e dos espanhóis, a inclusão da França é entendida como um desejo de aproximação à Grã-Bretanha.
Em resultado destes condicionalismos, podem distinguir-se duas fases na existência prática da Quádrupla Aliança. A primeira seria a aplicação imediata dos compromissos assumidos e a segunda referir-se-ia ao espírito da Quádrupla, uma vez concluídas as razões diretas do tratado.
O tratado, oficialmente «Tratado de Quadrupla Aliança em sete artigos entre Portugal, Espanha, França e Inglaterra, para expulsar da Península Ibérica os ex-infantes D. Miguel de Portugal e D. Carlos de Espanha», foi assinado em Londres, a 22 de abril de 1834, pelos seguintes plenipotenciários: Manuel de Pando y Fernández de Pinedo, marquês de Miraflores, em representação da rainha regente María Cristina de Borbón-Dos Sicilias; Charles Maurice de Talleyrand, príncipe de Talleyrand e Périgord, em representação de Luís Filipe I de França, rei dos Franceses; Henry John Temple, visconde Palmerston, em representação de Guilherme IV do Reino Unido, rei do Reino Unido da Grã-Bretanha e Irlanda; e Cristóvão Pedro de Morais Sarmento, fidalgo cavaleiro da Casa Real e enviado extraordinário e ministro plenipotenciário, em representação do regente D. Pedro, Duque de Bragança.
Os sete artigos do Tratado são aos seguintes:
- 1.º — O regente do Reino de Portugal obriga-se a usar todos os meios que estejam em seu poder para obrigar o infante D. Carlos de Borbón a retirar-se dos domínios portugueses;
- 2.º — A rainha governadora e regente de Espanha obriga-se a fazer entrar em território português tropas espanholas à sua custa, as quais seriam recebidas nos mesmos termos das portuguesas;
- 3.º — O rei do Reino Unido obriga-se a cooperar fornecendo uma força naval em apoio das operações a empreender;
- 4.º —  O rei dos Franceses obriga-se a dar a cooperação que os contratantes considerarem necessária;
- 5.º —  As partes contratantes acordam numa imediata declaração anunciando à nação portuguesa as estipulações do Tratado, acompanhada do anúncio de uma amnistia ampla e geral aos súbditos que num prazo estipulado se submetam à obediência da rainha D. Maria II, acompanhada do compromisso de assegurar ao infante D. Miguel, logo que saia de Portugal, uma renda adequada à sua categoria e nascimento;
- 6.º — A rainha regente de Espanha compromete-se a assegurar ao infante D. Carlos, logo que saia de Portugal, uma renda adequada à sua categoria e nascimento;
- 7.º — O Tratado seria ratificado em Londres no prazo de um mês, ou antes se fosse possível.

O Tratado foi devidamente ratificado e entrou em vigor no mês imediato, o que determinou a entrada em Portugal, através da Beira e Alto Alentejo, de uma força de 15 mil homens do Exército Espanhol, comandada pelo general José Ramón Rodil y Campillo, o bloqueio dos portos portugueses por forças navais britânicas e o desembarcou tropas britânicas na Figueira da Foz, comandadas pelo almirante Charles Napier, que avançaram por Leiria, Ourém e Torres Novas. Na batalha de Asseiceira, as forças militares absolutistas foram derrotadas pela conjugação destas forças estrangeiras aliadas às forças liberais comandadas por António José de Sousa Manuel de Menezes Severim de Noronha, o 1.º duque da Terceira, sendo o rei D. Miguel forçado a abdicar em favor de D. Maria II através da Concessão de Évora Monte, datada de 26 de maio de 1834. Perante o avanço das forças liberais, e assediado pelas tropas de Isabel II que, sob o comando do comandante-general da Extremadura, José Ramón Rodil y Campillo, tinham entrado em Portugal, o infante espanhol D. Carlos foi evacuado pelo navio de guerra britânico HMS Donegal, mesmo perante os protestos espanhóis, chegando à Grã-Bretanha a 18 de junho de 1834.
Pela Convenção de Évora Monte foi permitido ao ex-rei D. Miguel embarcar num navio britânico, pelo porto de Sines, sendo transportado para Génova, onde emitiu uma declaração, a Declaração de Génova, afirmando que assinara a Convenção sob coação. No cumprimento do Tratado, foi-lhe concedida uma renda anual de 60 contos.
Com o desencadear da Primeira Guerra Carlista, foi assinado, pelos mesmos plenipotenciários, um adicional ao Tratado, datado de 18 de agosto de 1834, acrescentando quatro novos artigos. Os artigos do adicional são os seguintes:
- 1.º — O rei dos Franceses obriga-se a controlar a fronteira com o reino de Espanha por forma impedir a entrada de socorros de gente, armas ou apetrechos militares para os insurgentes;
- 2.º — O rei do Reino Unido obriga-se a fornecer os auxílios de armas e munições de guerra que a parte espanhola necessite, incluindo uma força naval se necessário;
- 3.º — O duque de Bragança obriga-se a cooperar em caso necessário com todos os meio disponíveis nos termos que vierem a ser acordados entre as partes;
- 4.º — Reafirma-se que os artigos adicionais teriam a mesma força que os incluídos no Tratado de 22 de abril de 1834.

Em complemento ao Tratado e seu adicional, a 22 de dezembro de 1834 foi assinado um acordo com as «autoridades do vale neutral de Andorra» vedando o auxílio aos insurgentes carlistas e a utilização do seu território como refúgio e determinando que os residentes não pudessem ter em casa mais apetrechos de guerra para além de uma arma de fogo, uma libra de pólvora, 24 balas e três pederneiras.

### Guerras civis portuguesas e espanholas
A aplicação imediata dos compromissos assumidos permitia resolver o problema português, já que a guerra civil se aproximava do fim, com clara vantagem no terreno para os liberais, então na posse da cidade de Lisboa. Mais complicada seria a questão espanhola e a aplicação dos artigos adicionais. No caso espanhol, de um modo geral, o apoio do «Reino Unido da Grã-Bretanha e Irlanda foi mais efetivo», embora mais diplomático do que económico ou militar. Sobre esta última questão existem algumas divergências na historiografia. Para Vilar, o apoio militar foi mínimo e baseado em «tropas de refugo».
Pelo contrário, Rodríguez Alonso considera que a questão deve ser aprofundada e que não se pode minimizar ou falar de «tropas de refugo», resumindo a ajuda como «o envio de uma Legião Auxiliar Britânica, com a venda de armas e mantimentos para a guerra e o envio de navios para dificultar o abastecimento das tropas carlistas por mar». Por seu lado, Menchén afirma que no caso espanhol, «a colaboração britânica foi, por vezes, muito valiosa, apesar das desvantagens económicas», dando o exemplo da sua importância na resolução do bloqueio de Bilbau. O quid pro quo económico referia-se à inclusão do Império Espanhol no sistema comercial britânico, algo que não se concretizou apesar da assinatura, mas não da ratificação, de um tratado comercial em 1835.
É consensual entre os historiadores que a assistência da França na questão espanhola foi inútil ou mesmo negativa, especialmente devido ao seu fraco controlo das fronteiras. A França parecia, por vezes, mais um aliado do carlismo do que do governo isabelino. López-Cordón chega mesmo a afirmar que constitui «indiretamente [a ajuda francesa] quase a ajuda mais eficaz do lado legitimista», acrescentando que a suposta ajuda consistia no envio de voluntários de pouca importância devido ao seu reduzido número e porque na maioria dos casos passavam para o lado carlista.
A historiografia francesa explica a ambiguidade da ajuda pelo contexto europeu, pois Louis-Philippe d'Orléans nunca perdeu o diálogo com o Império Austríaco que lhe pedia para «conter» o Reino Unido. Foi com base nestes interesses que considerou necessário manter uma atitude de moderação para evitar uma generalização do conflito.
Ao longo da guerra, procurou-se a intervenção francesa no cumprimento do acordado, tendo mesmo havido uma mudança de governo, passando para o moderado Narciso Heredia y Begines de los Ríos, conde consorte de Ofalia, para que houvesse uma maior harmonia ideológica. No entanto, a intervenção não se concretizou, o que levou a uma maior dependência e influência britânica em Espanha.
Quanto à cooperação portuguesa na guerra carlista, esta demorou muito tempo a ser posta em prática e teve pouca importância. Só se tornou efectiva em 1836 e no ano seguinte as tropas tiveram de regressar devido a revoltas internas em Portugal.
Para além da ajuda militar, o Reino Unido desempenhou um importante papel diplomático, sobretudo em dois domínios, na redução da crueldade da guerra e na procura de entendimento entre as partes. Em primeiro domínio, na tentativa de reduzir os excessos de ambos os lados da guerra, o tratado manifestou-se através da assinatura de dois acordos, o Acordo Lord Eliot e o Acordo Segura Lécera, destinados a pôr termo ao fuzilamento indiscriminado de prisioneiros e promover a troca de prisioneiros, que foram de «eficácia muito relativa». Mais importante foi o segundo domínio, pela intervenção nos acordos de paz que resultaram no Convénio de Vergara, que na sua redação final incluía essencialmente os termos da proposta britânica, apesar de ter sido feita sem mediação estrangeira.
Rodríguez Alonso partilha este ponto de vista, acrescentando que os diplomatas britânicos «tinham desempenhado um papel fundamental nas negociações anteriores, mas tiveram o cuidado de não colocar o seu trabalho em primeiro plano».

### Oespíritoda Quádruplo Aliança
Com o fim das guerras civis portuguesa e espanhola, o tratado deixou formalmente de ter efeito, mas nenhuma das partes procurou a sua anulação. A isto chamou-se o espírito da Quádrupla Aliança e consubstanciou-se, antes de mais, na crescente influência franco-britânica em Espanha e britânica em Portugal.
De facto, existe uma luta entre os dois países que, a longo prazo, conduzirá ao fim da Entente, o entendimento entre a França e o Reino Unido sobre as suas esferas de influência na Europa. A luta por uma maior influência em Espanha deveu-se principalmente a duas questões: por um lado, as pretensões económicas; mas sobretudo porque o controlo estratégico da Península Ibérica assegurava duas rotas fundamentais, a do Oceano Atlântico para o Mediterrâneo, controlada pelo Reino Unido a partir de Gibraltar, e a rota marítima francesa de Marselha para Argel. A partir de 1830, esta segunda rota seria vital para os franceses para as suas conquistas na Argélia, o que tornou a Espanha «um ator-chave na política mediterrânica». Por estas razões, qualquer apoio na Península foi desde o início a imagem de uma rivalidade, «qualquer abandono por parte de um Estado era imediatamente explorado pelo outro para obter vantagens».
O fim da Entente franco-britânica, e com ela o fim do espírito da Quádrupla Aliança, deveu-se também à fraqueza da sua formação devido a interesses económicos contraditórios que impossibilitaram a união política. A nível internacional, as primeiras divergências, sem que de qualquer modo tenham causado problemas graves, ocorreram no Egito, em 1840, quando a França apoiou Mehmet Ali na sua tentativa de independência do Império Otomano, tendo finalmente de ceder e abandonar Ali.
A nível espanhol, por exemplo, as divergências eram evidentes na influência de cada Estado no governo. Assim, quando o governo de Baldomero Espartero caiu, entendeu-se que se estava a iniciar um período de influência francesa.
Em Portugal, as querelas entre franceses e ingleses foram sempre de menor importância, uma vez que se manteve a tradicional influência britânica. O ponto de viragem da Entente e do espírito da Quádrupla Aliança ocorreu também em Espanha, com o caso dos casamentos reais, que marcou o definitivo afastamento franco-britânico, a ponto de a Quádrupla Aliança ter efetivamente deixado de existir.
Tratava-se dos casamentos da rainha Isabel II de Espanha e da infanta Luisa Fernanda de Borbón, sua irmã. Ambos os países estavam a tentar evitar que o casamento do príncipe com Isabel prejudicasse os seus interesses. Embora a rainha tenha acabado por ter de se contentar com um príncipe espanhol para evitar suspeitas, a França conseguiu que a Infanta casasse com um francês, duque de Montpensier, algo que Ramón María Narváez permitiu «sobretudo para evitar que uma possível vantagem britânica fosse aproveitada pelos progressistas». O equilíbrio foi assim quebrado por uma questão de partido, o Partido Moderado, e não de Estado.
A última invocação do Tratado da Quádrupla Aliança ocorreu durante a Revolução da Maria da Fonte de 1846-1847 e foi a demonstração prática da perda do seu espírito com o afastamento franco-britânico. O intervencionismo espanhol em Portugal preocupou os britânicos, que temiam a influência da França, o que levou a um acordo para resolver novamente a questão portuguesa em conjunto, sob a forma da invocação do Tratado. Do lado espanhol e francês, «a intervenção pluralista era vista como a melhor forma de fazer face ao domínio britânico».
Os historiadores são categóricos, afirmando, como Menchén, que a «partir de 1847 já não se pode falar da Quádrupla». Além disso, as revoluções de 1848 alteraram o panorama internacional, especialmente para a Espanha pois seria impossível manter relações normais com uma França republicana e, finalmente, abrir-se-ia o leque de relações com outras potências fora da Quádrupla Aliança, já que as cortes absolutistas viam com bons olhos a ação repressiva do governo de Narváez.
Foi em Espanha que a Quádrupla Aliança deixou a sua marca mais profunda, com consequências que se estendem muito para além de 1847. Como resume Vilar, não só «contribuiu decisivamente para a consolidação do regime liberal espanhol», como «determinou mesmo a orientação geral da política externa espanhola durante todo o reinado e, em certa medida, até 1939».
Esta orientação geral pode ser resumida em dois pontos: em primeiro lugar, a Espanha insere-se num sistema particular de alianças a que Menchén chama, com o título significativo do seu estudo, um sistema ocidental, por oposição a um sistema oriental absolutista; em segundo lugar, deixa de tomar partido entre a França e a Grã-Bretanha e adotava uma posição equilibrada que se traduzia em «quando a França e a Grã-Bretanha estão de acordo, marchamos com elas; quando não estão, a Espanha abstém-se».
Relativamente à configuração do Estado liberal em Espanha (1833-1868), ou seja a consolidação do regime liberal espanhol, como fruto do espírito da Quádrupla Aliança, é de salientar a influência britânica que, em todo o caso, não apoiou os revolucionários, mas sim os mais moderados do Partido Progressista.